# Grammy Hall of Fame Award
Il Grammy Hall of Fame Award è un premio Grammy istituito nel 1973 per onorare le registrazioni che sono state pubblicate da almeno 25 anni e che hanno "un significato storico o qualitativo".
Questo premio, assegnato, al 2010, a circa 850 singoli e album, può essere consegnato ad opere di tutti i generi musicali.

## Vincitori

### 1970
- 1974
  - Body and Soul, di Coleman Hawkins (1939) - singolo
  - The Christmas Song, di Nat King Cole (1946) - singolo
- 1975
  - Sonate per pianoforte, di Ludwig van Beethoven, interpretate da Arthur Schnabel (1932-1938) - album
  - Carnegie Hall Jazz Concert di Benny Goodman (1950) - album
- 1977
  - Bach: The Well-Tempered Clavier di Wanda Landowska (1949-1954) - album
  - Sinfonie, di Ludwig van Beethoven, dirette da Arturo Toscanini (1950-1953) - album
  - Begin the Beguine, di Artie Shaw (1938) - singolo
- 1978
  - Toccata e fuga in Re minore, di Johann Sebastian Bach, interpretata da Leopold Stokowski (1927) - singolo

### 1980
- 1980
  - Ballad for Americans, di Paul Robenson (1940) - album
- 1981
  - Beethoven: Quartetto d'archi, di Budapest String Quartet (1952) - album
  - Black and Tan Fantasy, di Duke Ellington (1927) - singolo
- 1982
  - Birth of the Cool, di Miles Davis (1957) - album
- 1983
  - Bach: Goldberg Variations, di Glenn Gould (1956) - album
- 1984
  - Ain't Misbehavin', di Thomas "Fats" Waller (1929) - singolo
- 1985
  - Aprile a Parigi, di Count Basie Orchestra (1955) - singolo
  - Artistry in Rhythm, di Stan Kenton (1945) - singolo
  - Bach: Sonate per violoncello accompagnato, di Pau Casals (1936-1939) - album
  - Blue Yodel, di Jimmie Rodgers (1927) - singolo
- 1986
  - A-Tisket, A-Tasket, di Chick Webb e Ella Fitzgerald (1938) - singolo
  - Bach: Variazioni per clavicembalo, di Wanda Landowska (1945) - album
  - Blue Suede Shoes, di Carl Perkins (1956) - singolo
  - Cool Water, di Sons of the Pioneers (1941) - singolo
- 1987
  - And the Angels Sing, di Benny Goodman, Martha Tilton e Ziggy Elman (1939) - singolo
  - Bartók: Quartets, di Juilliard Quartet (1950) - album
  - Blueberry Hill, di Fats Domino (1956) - singolo
- 1988
  - Charlie Parker with Strings, di Charlie Parker (1950) - album
- 1989
  - Bartók: Contrasti per violino, di Béla Bartók, Joseph Szigeti e Benny Goodman (1940) - album
  - Beethoven: Concerto per pianoforte, di Ludwig van Beethoven, interpretato da Artur Schnabel e Malcolm Sargent (1932-1935) - album

### 1990
- 1990
  - Berg: Wozzeck, di Dimitri Mitropoulos (1951) - album
  - Black, Brown and Beige, di Duke Ellington (1943) - singolo
- 1991
  - Call It Stormy Monday, di T-Bone Walker (1948) - singolo
- 1992
  - Crazy, di Patsy Cline (1962) - singolo
- 1994
  - Blowin' in the Wind, di Bob Dylan (1963) - singolo
  - Crazy Blues, di Mamie Smith (1920) - singolo
- 1995
  - Abbey Road, di The Beatles (1969) - album
  - Cocktails for Two, di Spike Jones (1945) - singolo
- 1996
  - Beethoven: Concerto in D maggiore per violino e orchestra, di Jascha Heifetz e Arturo Toscanini (1940) - album
  - Bei Mir Bistu Shein, di The Andrews Sisters (1937) - singolo
  - Chattanooga Choo Choo, di Glenn Miller (1941) - singolo
  - Chimes Blues, di King Oliver (1923) - singolo
- 1997
  - Back in the Saddle Again, di Gene Autry (1939) - singolo
- 1998
  - Ac-Cent-Tchu-Ate the Positive, di Johnny Mercer (1945) - singolo
  - Annie Get Your Gun, di Ethel Merman e Ray Middleton (1946) - album
  - Bach: Sonata No. 1 per violino, di Joseph Szigeti (1931) - album
  - Bartók: Concerto for Orchestra, di Fritz Reiner (1956) - album
  - Bill, di Helen Morgan (1928) - singolo
  - Blue Moon of Kentucky, di Bill Monroe (1945) - singolo
  - Bo Diddley, di Bo Diddley (1955) - singolo
  - Bridge Over Troubled Water, di Simon & Garfunkel (1970) - singolo
  - Britten: War Requiem Op. 66, di Benjamin Britten Academy (1963) - album
  - Bye Bye Love, di The Everly Brothers (1957) - singolo
  - Caldonia Boogie, di Louis Jordan (1945) - singolo
  - Can the Circle Be Unbroken (By and By), di The Carter Family (1935) - singolo
  - Candide	Original Broadway cast (Barbara Cook, Max Adrian, Robert Rounseville)	Columbia	1956	Musical Show	Album	1998
  - Carousel, di John Raitt, Jan Clayton e Jean Darling (1945) - album
  - Chances Are, di Johnny Mathis (1957) - singolo
  - Cherokee, di Charlie Barnet (1939) - singolo
  - Chopin: Valzer 14, di Dinu Lipatti (1952) - album
  - Coal Miner's Daughter, di Loretta Lynn (1970) - singolo
  - The Cradle Will Rock, di Orson Welles, Marc Blitzstein e Vivian Vance (1938) - album
  - Cross Road Blues, di Robert Johnson (1936) - singolo
  - Cry, di Johnnie Ray (1951) - singolo
  - Dance to the Music, di Sly & the Family Stone (1968) - singolo
  - Dang Me, di Roger Miller (1964) - singolo
  - (Dear Mr. Gable) You Made Me Love You, di Judy Garland (1937) - singolo
  - Debussy: Preludes, Book I and II, di Walter Gieseking (1953-1954) - album
  - Dinah, di Ethel Waters (1925) - singolo
  - Don't Fence Me In, di Bing Crosby (1944) - singolo
  - Dust Bowl Ballads, di Woody Guthrie (1940) - album
  - Dust My Broom, di Elmore James (1952) - singolo
  - Dvořák: Concerto in B Minor for Cello and Orchestra, di Pau Casals (1938) - album
- 1999
  - Abraxas, di Santana (1970) - album
  - Ain't No Mountain High Enough, di Marvin Gaye e Tammi Terrell (1967) - singolo
  - Ain't No Sunshine, di Bill Withers (1971) - singolo
  - Amazing Grace, di Aretha Franklin (1972) - album
  - An Evening with Andres Segovia, di Andrés Segovia (1954) - album
  - Are You Experienced, di The Jimi Hendrix Experience (1967) - album
  - The Astaire Story, di Fred Astaire (1953) - album
  - Astral Weeks, di Van Morrison (1968) - album
  - At Fillmore East, di The Allman Brothers Band (1971) - album
  - At Last!, di Etta James (1961) - singolo
  - The Band, di The Band (1969) - album
  - Be-Bop-A-Lula, di Gene Vincent (1956) - singolo
  - Be My Baby, di The Ronettes (1963) - singolo
  - The Dark Side of the Moon, dei Pink Floyd (1973) - album

### 2000
- 2000
  - Amazing Grace, di The Dixie Hummingbirds (1946) - singolo
  - The Beatles, di The Beatles (1968) - album
  - Bells Are Ringing, di Original Broadway cast (1956) - album
  - Boogie Woogie Bugle Boy, di The Andrews Sisters (1941) - singolo
  - A Change Is Gonna Come, di Sam Cooke (1964) - singolo
  - Cheek to Cheek, di Fred Astaire (1935) - singolo
  - Chega de Saudade, di João Gilberto (1958) - singolo
  - Conversations with Myself, di Bill Evans (1963) - album
  - Copland: Appalachian Spring, di Aaron Copland (1959) - album
  - Desafinado, di Stan Getz e Charlie Byrd (1962) - singolo
  - Desperado, di Eagles (1973) - album
  - Don't Make Me Over, di Dionne Warwick (1962) - singolo
- 2001
  - All Along the Watchtower, di Bob Dylan, interpretata The Jimi Hendrix Experience (1968) - singolo
  - Any Old Time, di Artie Shaw (1939) - singolo
  - California Dreamin', di The Mamas & the Papas (1966) - singolo
  - Chain of Fools, di Aretha Franklin (1967) - singolo
  - Chega de saudade, di João Gilberto (1959) - album
  - Chet Baker Sings, di Chet Baker (1956) - album
  - Cry Me a River, di Julie London (1955) - singolo
  - Dusty in Memphis, di Dusty Springfield (1969) - album
- 2002
  - Ain't It a Shame, di Fats Domino (1955) - singolo
  - Alice's Restaurant, di Arlo Guthrie (1967) - album
  - American Pie, di Don McLean (1971) - singolo
  - The Battle of New Orleans, di Johnny Horton (1959) - singolo
  - Billie's Bounce, di Charlie Parker (1945) - singolo
  - Blood, Sweat & Tears, di Blood, Sweat & Tears (1969) - album
  - Born to Be Wild, di Steppenwolf (1968) - singolo
  - Crying, di Roy Orbison (1961) - singolo
  - Do You Believe in Magic, di The Lovin' Spoonful (1965) - singolo
  - Don't Be Cruel, di Elvis Presley (1956) - singolo
  - The Doors, di The Doors (1967) - album
  - Duke of Earl, di Gene Chandler (1961) - singolo
- 2003
  - Aja, di Steely Dan (1977) - album
  - Blowin' in the Wind, di Peter, Paul and Mary (1963) - singolo
  - Born to Run, di Bruce Springsteen (1975) - album
  - Both Sides, Now, di Judy Collins (1968) - singolo
  - Days of Wine and Roses, di Henry Mancini (1962) - singolo
  - Downtown, di Petula Clark (1964) - singolo
- 2004
  - All I Have to Do Is Dream, di The Everly Brothers (1958) - singolo
  - Aquarius/Let the Sunshine In, di The 5th Dimension (1969) - singolo
  - Bohemian Rhapsody, di Queen (1975) - singolo
  - By the Time I Get to Phoenix, di Glen Campbell (1967) - singolo
  - Come Fly with Me, di Frank Sinatra (1958) - album
  - Court and Spark, di Joni Mitchell (1974) - album
- 2005
  - All of Me, di Louis Armstrong (1932) - singolo
  - America the Beautiful, di Ray Charles (1972) - singolo
  - Brother, Can You Spare a Dime?, di Bing Crosby (1932) - singolo
  - Bye Bye Blackbird, di Gene Austin (1926) - singolo
  - California, Here I Come, di Al Jolson (1924) - singolo
- 2006
  - An American in Paris Soundtrack, di Gene Kelly (1951) - album
  - Axis: Bold as Love, di The Jimi Hendrix Experience (1968) - album
  - The Barbra Streisand Album, di Barbra Streisand (1963) - album
  - Black Mountain Rag, di Doc Watson (1964) - singolo
  - Bringing It All Back Home, di Bob Dylan (1965) - album
  - Camelot, di Original Broadway Cast (1960) - album
  - Chopin: Mazurca, di Arthur Rubinstein (1965) - album
  - Darktown Strutters' Ball, di Original Dixieland Jazz Band (1917) - singolo
  - Downhearted Blues, di Bessie Smith e Clarence Williams (1923) - singolo
- 2007
  - All I Want for Christmas Is My Two Front Teeth, di Spike Jones (1948) - singolo
  - Am I Blue, di Ethel Waters (1929) - singolo
  - Are You Lonesome Tonight?, di Elvis Presley (1960) - singolo
  - Brown Eyed Girl, di Van Morrison (1967) - singolo
  - The Button-Down Mind of Bob Newhart, di Bob Newhart (1960) - album
  - A Charlie Brown Christmas, di Vince Guaraldi (1965) - album
  - Cheap Thrills, di Big Brother and the Holding Company (1968) - album
  - A Chorus Line, di Original Broadway Cast (1975) - album
  - Cocktails for Two, di Duke Ellington (1934) - singolo
  - Copland: Symphony No. 3, di Antal Doráti (1951) - album
  - Don't Let Your Deal Go Down Blues, di Charlie Poole (1925) - singolo
- 2008
  - Alfie, di Dionne Warwick (1967) - singolo
  - Always on My Mind, di Willie Nelson (1982) - singolo
  - At Seventeen, di Janis Ian (1975) - singolo
  - Crying in the Chapel, di The Orioles (1953) - singolo
  - Dead Man's Curve, di Jan & Dean (1964) - singolo
  - Don't Go to Strangers, di Etta Jones (1960) - singolo
  - The Wall , dei Pink Floyd (1979) - doppio album
- 2009
  - Banana Boat (Day-O), di Harry Belafonte (1956) - singolo
  - Brazil (Aquarela Do Brazil), di Jimmy Dorsey (1942) - singolo
  - Caravan, di Duke Ellington (1937) - singolo
  - Copland: Appalachian Spring, di Leonard Bernstein (1961) - singolo
  - Copland: Fanfare for the Common Man, di Aaron Copland (1968) - singolo

### 2010
- 2010
  - As Time Goes By, di Dooley Wilson (1944) - singolo
  - Birdland, di Weather Report (1977) - singolo
  - California Girls, di The Beach Boys (1965) - singolo
  - Catch a Fire, di Bob Marley & the Wailers (1973) - album
  - Class Clown, di George Carlin (1972) - album
  - Crazy He Calls Me, di Billie Holiday (1949) - singolo
  - Dippermouth Blues, di King Oliver (1923) - singolo
  - Don't Get Around Much Anymore (Never No Lament), di Duke Ellington (1940) - singolo
- 2011
  - Bogalusa Boogie, di Clifton Chenier (1976) - album
  - Brigadoon, di Original Broadway Cast (1947) - album
  - Cat's in the Cradle, di Harry Chapin (1974) - singolo
  - Cissy Strut, di The Meters (1969) - singolo
  - Dark Was the Night, Cold Was the Ground, di Blind Willie Johnson (1927) - singolo
  - Do Nothin' Till You Hear from Me, di Duke Ellington (1944) - singolo
- 2012
  - Anthology of American Folk Music, di AA.VV (1952) - album
  - Anything Goes, di Cole Porter (1934) - singolo
  - Born in the U.S.A., di Bruce Springsteen (1984) - album
  - Deep in the Heart of Texas, di Gene Autry (1942) - singolo
  - Déjà Vu, di Crosby, Stills, Nash & Young (1970) - album
- 2013
- 2014
- 2015
  - Autobahn, di Kraftwerk (1974) - album
  - Big Girls Don't Cry, di The Four Seasons (1962) - singolo
  - Blood on the Tracks, di Bob Dylan (1975) - album
  - The Bridge, di Sonny Rollins (1962) - album
  - Calypso, di Harry Belafonte (1956) - album
  - Dancing Queen, di ABBA (1976) - singolo
- 2016
  - American Beauty, di Grateful Dead (1970) - album
  - The Basement Tapes, di Bob Dylan (1975) - album
  - Boom Boom, di John Lee Hooker (1962) - singolo
  - Celebration, di Kool & the Gang (1980) - singolo
  - Cold Sweat Part 1, di James Brown (1967) - singolo
  - The Dark End of the Street, di James Carr (1967) - singolo
  - Don't Sit Under the Apple Tree (with Anyone Else but Me), di The Andrews Sisters (1942) - singolo
- 2017
  - ABC, di The Jackson 5 (1970) - singolo
  - Changes, di David Bowie (1972) - singolo
  - City of New Orleans, di Arlo Guthrie (1972) - singolo
- 2018
  - Band of Gypsys, di Jimi Hendrix (1970) - album
  - Bring It On Home to Me, di Sam Cooke (1962) - singolo
  - The Chronic, di Dr. Dre (1992) - album
  - Dream On, di Aerosmith (1973) - singolo
- 2019
  - Coat of Many Colors, di Dolly Parton (1971) - singolo

### 2020
- 2020
  - Carolina Shout, di James P. Johnson (1921) - singolo
  - Clouds, di Joni Mitchell (1969) - album
  - Devil Got My Woman, di Skip James (1931) - singolo
  - Don't Stop Believin', di Journey (1981) - singolo
- 2021
  - Au clair de la lune, di Édouard-Léon Scott de Martinville (1860) - singolo
  - Blues Breakers with Eric Clapton, di John Mayall e Eric Clapton (1966) - album
  - Canciones de Mi Padre, di Linda Ronstadt (1987) - album
  - The Cars, di The Cars (1978) - album
  - Clean Up Woman, di Betty Wright (1971) - singolo
  - Copenaghen, di Fletcher Henderson (1924) - singolo
- 2024
  - Appetite for Destruction, di Guns N' Roses (1987) - album
  - Buena Vista Social Club, di Buena Vista Social Club (1997) - album